# السحن (الطائف)
تقع السحن في بسائط وادي السلاقا من ديار النفعة من قبيلة عتيبة الطريق السياحي وتبعد عن الطائف مسافة 55 كيلومتر تقريبا وتتوسط قبائل بني سعد، إذ تبعد عن الدار الحمراء من خديد عشرة كيلو متر وتبعد عن ربيع حوالي خمسة عشر كيلو متر وتبعد عن (الشوحطة) قرية الذويبات حوالي عشرة كيلو متر وعن الحديب بني زايد حوالي عشرين كيلو متر. وعن الجميعات والحصنة 20 كيلو متر وعن بقران والمعدن 20 كيلو متر.
تتميز السحن با نبساط ارضها مقارنة بغيرها وكذلك بكثرة مزارعها الوافرة بالمنتجات الزراعية وبسوقها الكبير الذي يقام كل يوم خميس وهو السوق الباقي من أسواق بني سعد الأخرى والذي يجتمع فيه أهالي المنطقة لتبادل السلع فيما بينهم من المواشي والمنتجات الزراعية المختلفة.
وتوجد بها جميع المرافق الحكومية.. من مستشفى كبير للمنطقة وكذلك المحكمة والبلدية والمراكز الأمنية (مركز للشرطة ومركز للدفاع المدني)وبها أيضاً مجمع قروي ومكتب للبرق والبريد. وغيررها من المرافق الأخرى.
ويتبع لها من القرى (الثرمان ـ الخربة ـ الحضائر ـ المغبيّه ـ الشثه ـ الدحاض ـ البركة ـ الجنبان الحمر ـ النيمه ـ والخيالة ـ والقرين).
كما يتبع مركز السحن: قرى البطنين من النفعة والطفحة 
النفعة وهم: السلاقا وربيع والزود والعيلة.
والطفحة وهم: الجميعات وخديد والسياييل والحصنة واللهوب والحلسة.
ويتبع مركز السحن أيضا: الثبتة وهم في جدارة واودية بقران وروقة المعدن والمراوحة والمناجيم والشهبة 
والذويبات ووادي اطلح. وفي السراة المضافرة وذوي عطية.
والجدير بالذكر أن بني سعد تم تقسيمها في الماضي إلى مركزين إداريين في بداية الحكم السعودي الزاهر. حيث أصبح السحن مركز لعالية بني سعد أهل الجبال والمزارع
والمركز الثاني يضم قبائل بني سعد أهل الوديان. من باقي الطفحة والنفعة في مضلله والسوطة وغيرها.
وقد كان أمير منطقة بني سعد هو: عبد الرحمن بن زبن العتيبي وقد تولى زمام الامور آنا ذلك من عام 1372هـ إلى عام 1399هـ هجرية ويعتبر أول من ادار نظام الحكم السعودي في ذلك الوقت له من الأبناء ثلاثة: عبد الله ومحمد ومساعد وله من البنات 6. وخلفة فيحان العتيبي إلى عام 1412هـ تقريباً وخلفة عدد من الرؤساء الذين كان لهم دور في تقدم المركز.